# 8765 Лімоса
8765 Лімо́са (8765 Limosa) — астероїд головного поясу, відкритий 29 вересня 1973 року.
Тіссеранів параметр щодо Юпітера — 3,354.